# Orchimantoglossum lacazei
Orchimantoglossum lacazei är en orkidéart som först beskrevs av E.G.Camus och Aimée Antoinette Camus, och fick sitt nu gällande namn av Paul Friedrich August Ascherson och Karl Otto Robert Peter Paul Graebner. Orchimantoglossum lacazei ingår i släktet Orchimantoglossum och familjen orkidéer. Inga underarter finns listade i Catalogue of Life.